# Rosa 'Ferdinand Pichard'
Rosa 'Ferdinand Pichard' — сорт Старых садовых роз (англ. Old Garden Rose), класса Гибриды розы ремонтантной (англ. Hybrid Perpetual).
Регистрационное название: 'Ferdinand Pichard'.
Часто ошибочно классифицируется, как бурбонская роза.
В течение многих лет 'Ferdinand Pichard' считался лучшей из повторноцветущих полосатых роз. Только во второй половине XX века, когда его гены были использованы для выведения других полосатых сортов, он потерял своё лидирующее положение.

## Биологическое описание
Высота до 120—245 см, ширина 90—120 см. В Англии достигает 1 м, а во Франции уже 2—3 м.
Листья крупные, светло-зелёные.
Цветки около 7 см в диаметре, полумахровые, розовые с малиновыми полосками. В соцветии от 1 до 5 цветков.
Лепестков около 25.
Аромат сильный.
Цветение повторное.
Очевидно имеют общих предков с сортом 'Commandant Beaurepaire'.

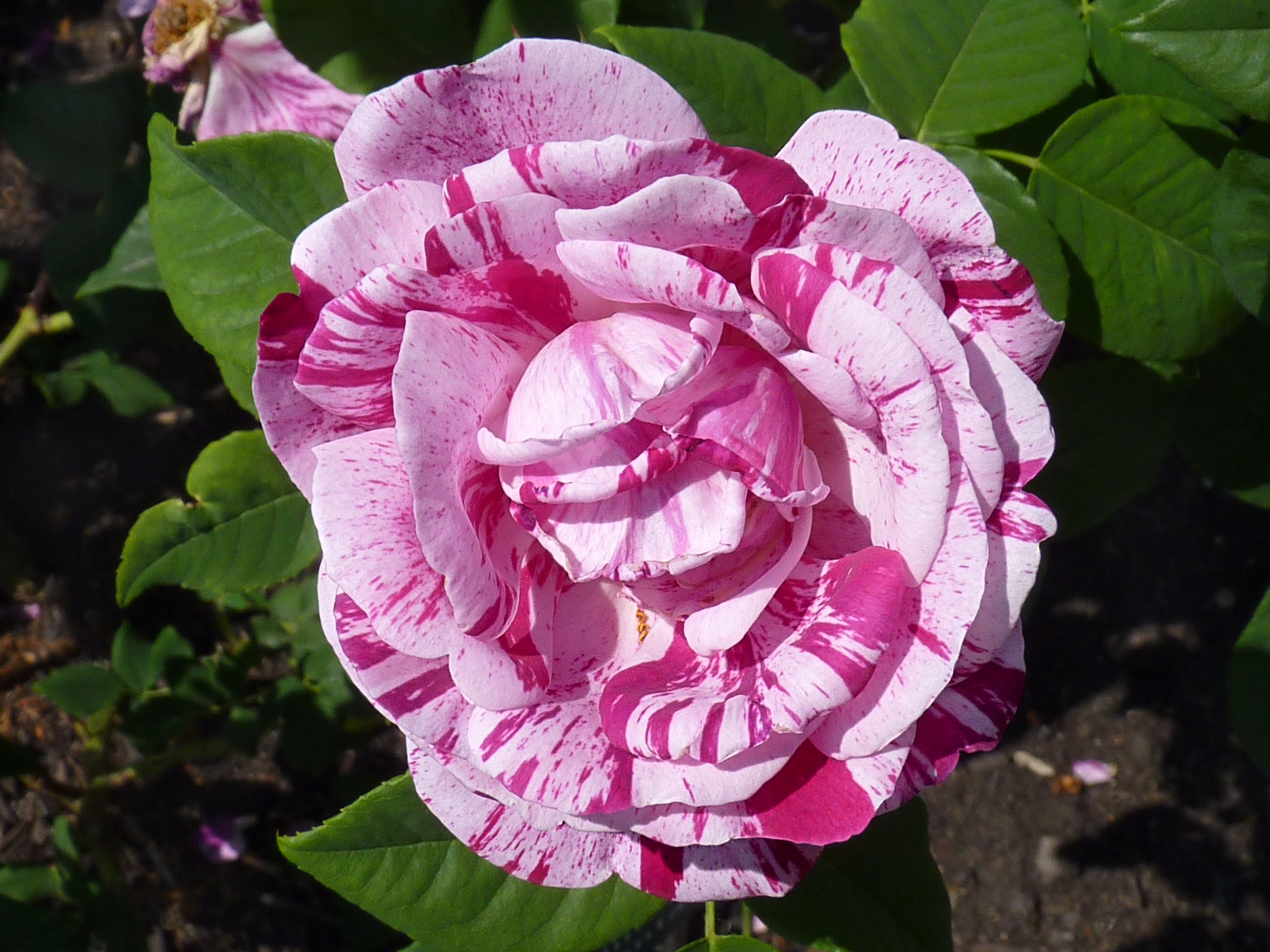
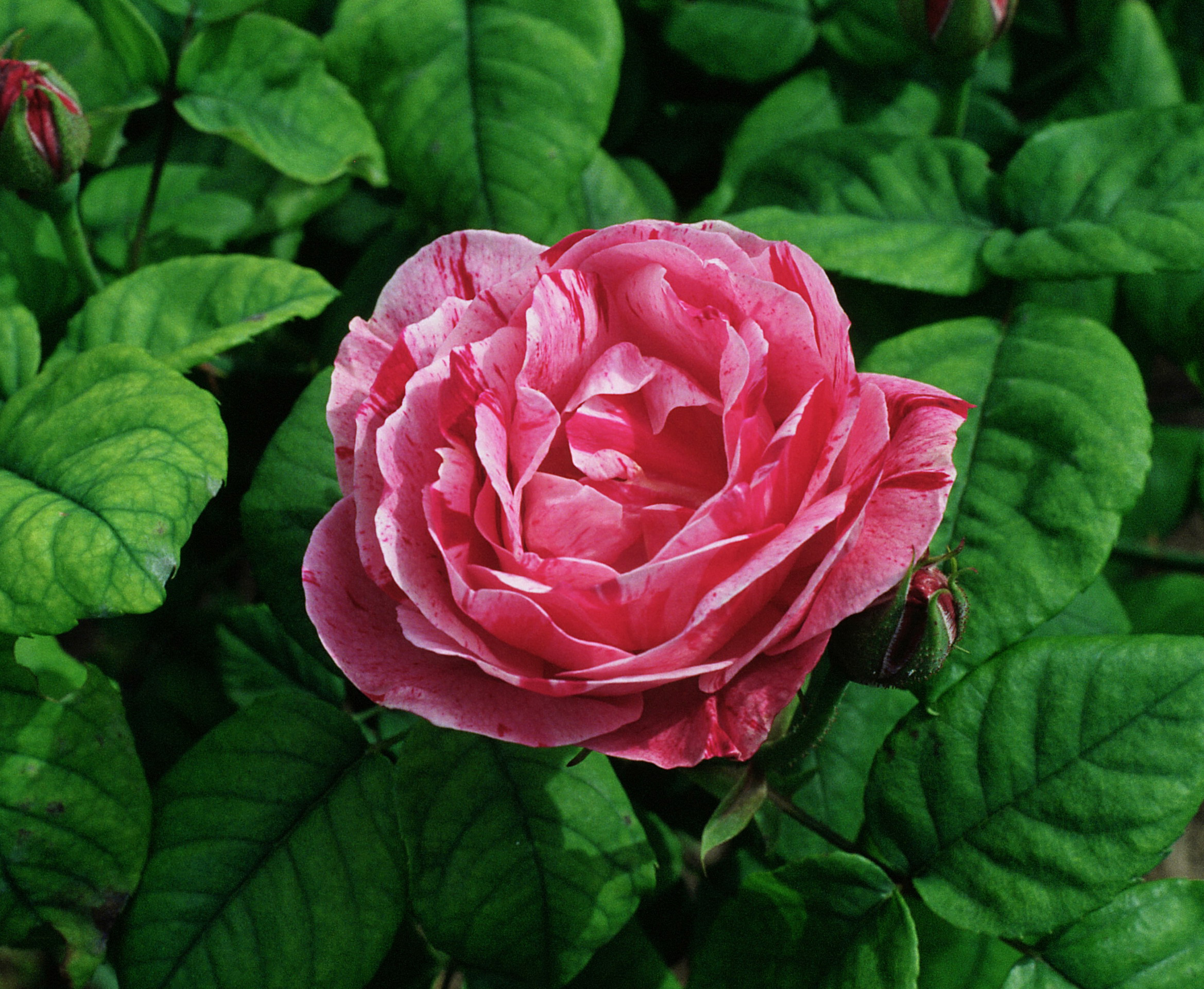

## В культуре
Зоны морозостойкости (USDA-зоны): от 4b (−28.9 °C… −31.7 °C) до более тёплых.
Цветки быстро осыпаются. Форма куста вытянутая, и побеги рекомендуется формировать пригибанием и ежегодной обрезкой.
Устойчивость к болезням высокая.